# Харви, Гарольд
Гарольд Харви (англ. Harold Harvey; 20 мая 1874 года — 19 мая 1941 года) — английский художник Ньюлинской школы.
Гарольд Харви писал картины на сюжеты из жизни простых людей: рабочих, рыбаков, фермеров, шахтеров, а также пейзажи.

## Биография
Гарольд Чарльз Фрэнсис Харви родился 20 мая 1874 года в Пензансе. Его родители — Мэри Беллрингер Харви и Фрэнсис Макфарланд Харви (Mary Bellringer Harvey и Francis McFarland Harvey). Отец служил банковским клерком. В юности Гарольд получил прекрасное домашнее образование. С 1894 по 1896 год он изучал искусство в Академии Джулиана в Париже под руководством Нормана Гарстина. С 1896 года он учился в Академии Делеклюс (Delecluse) и в Академии Коларосси.
До 1911 года Харви жил в Пензансе. В 1911 году он женился на художнице Гертруде Бодиннар (Bodinnar). Они впервые встретились, когда Гертруда позировала для Харви. В своё время Гертруда Бодиннар обнаружила у себя художественный талант и стала художником, работающим в широкой области искусств, включая декоративно-прикладное. Супруги жили в коттедже в Ньюлене (Корнуолл). Друзьями Харвиса в то время были Лаура Найт, Гарольд Найт, Энни Вальке, отец Бернарда Вальке из церкви Санкт-Хилари.
Позднее Гарольд Харви принял католицизм. Он умер в Ньюлине 19 мая 1941 года и похоронен в Пензансе на кладбище Химор (Heamoor). Его супруга Гертруда жила в собственном коттедже до 1960 года, после чего переехала в город Сент в дом престарелых. Там она и скончалась шесть лет спустя, в 1947 году.

## Карьера
После завершения обучения в Париже Харви вернулся в Пензанс и начал работать с художником Норманом Гарстинсом. В его произведениях отображены пейзажи, а также  жизнь людей в его родном Корнуолле. Также он рисовал интерьеры и картины на религиозные сюжеты. Художник работал масляными и акварельными красками.
Первые картины художника нарисованы приглушенной палитрой красок в стиле Александра Стэнхоуп Форбса. Затем он рисовал более яркими светлыми красками, как у Лауры Найт. С 1915 года он работал в плоском, декоративном стиле, включая в сюжеты картин сложные внутренние сцены.
С 1909 по 1913 год он был членом Королевской Академии искусств в Конви, а в 1910 году был членом художественного общества Южного Уэльса. Примерно с 1910 года и в начале 1930-х годов он был членом общества художников в Ньюлине. Сама Ньюлинская школа по стилистическому направлению была близка к школе барбизонцев во Франции. Она переняла у французов сеансы этюдной живописи на природе, под открытым небом. Как и подобные школы живописи в других странах, Ньюлинская школа относится к творчеству постимпрессионистов.
В 1920 году Харви и его лучший друг художник Эрнест Проктер основали художественную школу Харви-Проктера в Ньюлине.

## Картины
- Гарольд Харви: Вид на Paul Newlyn Cornwall   (1941)
- Гарольд Харви: Gertrude in an Interior (1929)
- Гарольд Харви:  Вид на Paul Newlyn Cornwall (1941)
- Гарольд Харви: The Old Slip, Newlyn; by Harold Harvey
- Гарольд Харви: В автобусе (1941)
- Гарольд Харви:   Supper Time  (1909)
- Гарольд Харви: The Blackberry Harvest  (1941)
- Гарольд Харви:  The Lady Wheal Reeth Tin Mine  (1934)

## Выставки
Работы художника Гарольда Харви с 1895 года выставлялись на выставках и художественных галереях:
- В Уайтчепеле (Whitechapel), в других местах в Великобритании, в Питтсбурге и Венеции;
- 1895 — Ньюлин, Художественная Галерея;
- 1899 — Ньюлин, Художественная Галерея;
- 1909 — Ньюлин, художественная галерея;
- 1913 — Галерея Мендоса, Лондон;
- 1914 — Ньюлин, Художественная Галерея;
- 1918 — галерея Лестера, Лондон;
- 1920 — галерея Лестера, Лондон;
- 1921 — Ньюлин, Художественная Галерея;
- 1921—1941 — Королевская академия художеств;
- 1924—1928 — Ньюлин, Весенняя выставка в Художественной галерее;
- 1924 — Олдхэм (Oldham), Муниципальная Галерея;
- 1927 — галерея Лестера, Лондон;
- 1932 — Барбизон House, Лондон;
- 1937 — Бристоль;
- 1939 — Бристоль;
- 1979 — художники школы Ньюлина, Часть 1;
- 1985 — художники школы Ньюлина, Часть 2;
- 1987 — Looking West, Ньюлин, художественная галерея;
- 1989 — A Century of Art in Cornwall 1889—1989, Truro ;
- 1992 — Художники из Корнуолла (Cornwall), 1992. Royal West of England Academy, Бристоль.

## Примечание
1. ↑  Harold Harvey (artist) // SNAC (англ.) — 2010.
2. ↑  RKDartists (нидерл.)
3. ↑  Union List of Artist Names (англ.) — 2021.
4. 1 2 3 4 5 6 7  Harold Harvey. Архивная копия от 10 апреля 2012 на Wayback Machine
5. 1 2  Gertrude Harvey. Архивная копия от 13 марта 2015 на Wayback Machine
6. ↑  Ernest Procter. Архивная копия от 10 апреля 2012 на Wayback Machine